# Борггардт Олександр Іванович
Олекса́ндр Іва́нович Боргга́рдт (* 19 серпня 1880, Діліжан — † 18 січня 1937) — український фітопатолог, професор. Батько українського фізика, есеїста, графіка, перекладача, культуролога Олександра Боргардта.
Народився в місті Діліжані (тепер марз (область) Тавуш, Вірменія) в родині швейцарця Йоганна Борггардта та українки Пелагії Тимофіївни. Його батько, потомствений зброяр з Базеля, 1859 керував артилерією, захищаючи останній оплот Імама Шаміля — аул Гуніб, де і був взятий у полон російським військами. Згодом Йоганн Борггардт став контролером Англо-Індійського Телеграфу та оселився в Діліжані на озері Севан, де й народився 1880 р. Олександр Борггардт. Через деякий час Йоганн з родиною перебрався за бажанням дружини на подібну ж станцію в Україну, в місто Миколаїв, де оселився у двоповерховому будинку на зеленому окраї міста. Там же і помер Йоганн Борггардт 1916 року. Будинок, де він мешкав ще довго називали за старою пам'яттю — «дім німця за церквою».
Вищу освіту Олександр Борггардт здобув у Швейцарії в Бернському університеті (1903–1906). В 1906—11 працював у Новоросійському (Одеському) університеті. В 1911 в Бернському університеті спеціалізується з фітопатології. Повернувшись до України, Борггардт завідує відділом фітопатології, спочатку в Східно-степовій (колишній Катеринославській) сільськогосподарській дослідній станції (1914–1930), потім в Українському науково-дослідному інституті плодоягідного господарства (1930–1933), а з 1933 і до кінця свого життя — в Українському науково-дослідному інституті зернового господарства.
Автор ряду праць з питань фітопатології, для розвитку теоретичних основ якої велике значення мали дослідження Борггардтом хвороб плодових дерев. Визначна роль Борггардта в розробленні системи заходів боротьби з сажкою хлібних злаків. Ця система стала фундаментом для разробки системи захисту інших сільськогосподарських культур (тютюну, льону, бавовнику, буряків, плодових, ягідних) від хвороб. Він перший запропонував метод сухого протруювання насіння і винайшов для цього препарат АБ (початкові літери імені та прізвища автора російською мовою).